# IC 3462
IC 3462 ist eine elliptische Zwerggalaxie vom Hubble-Typ dE5 im Sternbild Haar der Berenike am Nordsternhimmel. Sie ist schätzungsweise 68 Millionen Lichtjahre von der Milchstraße entfernt und hat einen Durchmesser von etwa 12.000 Lichtjahren. Unter der Katalognummer VCC 1417 wird sie als Mitglied des Virgo-Galaxienhaufens gelistet.

Im selben Himmelsareal befindet sich u. a. die Galaxien IC 797, IC 798, PGC 169509, PGC 169516.
Das Objekt wurde am 7. Mai 1904 von Royal Harwood Frost entdeckt.